# پودوچری
شهر پودوچری (به انگلیسی: Puducherry) با جمعیت ۲۳۲٫۳۳۶ نفر در ایالت ناحیه هم‌پیوسته پودوچری در کشور هند واقع شده‌است.
قلمرو ایالت پوندیچری که از چهار ناحیه جدا از هم تشکیل شده مجموعاً مستعمرات سابق فرانسه در هند را شامل می‌شود، در گذشته فرانسه چهار بندر از سرزمین هند را در اختیار داشت که از سال ۱۹۶۳ این چهار ناحیه از سلطه فرانسه خارج شدند و یک ایالت مستقل به نام پوندیچری را تشکیل دادند و به کشور تازه استقلال یافته هند پیوستند.
مرکز ایالت پوندیچری شهر پاندریکری است.